# Coupe de Russie 2005
Navigation
Édition précédente Édition suivante
La Coupe de Russie est une compétition internationale de patinage artistique qui se déroule en Russie au cours de l'automne. Elle accueille des patineurs amateurs de niveau senior dans quatre catégories: simple messieurs, simple dames, couple artistique et danse sur glace.
La dixième Coupe de Russie est organisée du 24 au 27 novembre 2005 au palais de glace de Saint-Pétersbourg. Elle est la cinquième compétition du Grand Prix ISU senior de la saison 2005/2006.

## Résultats

### Messieurs
| Rang | Nom                  | Pays       | Points | Programme court | Programme court | Programme libre | Programme libre |
| ---- | -------------------- | ---------- | ------ | --------------- | --------------- | --------------- | --------------- |
| 1    | Evgeni Plushenko     | Russie     | 241.80 | 1               | 87.20           | 1               | 154.60          |
| 2    | Stéphane Lambiel     | Suisse     | 225.55 | 2               | 78.35           | 2               | 147.20          |
| 3    | Johnny Weir          | États-Unis | 206.79 | 3               | 75.15           | 4               | 131.64          |
| 4    | Stefan Lindemann     | Allemagne  | 194.63 | 4               | 68.65           | 6               | 125.98          |
| 5    | Frédéric Dambier     | France     | 193.65 | 7               | 59.75           | 3               | 133.90          |
| 6    | Alban Préaubert      | France     | 186.50 | 5               | 61.70           | 7               | 124.80          |
| 7    | Shawn Sawyer         | Canada     | 185.65 | 9               | 57.35           | 5               | 128.30          |
| 8    | Yasuharu Nanri       | Japon      | 168.79 | 6               | 59.85           | 8               | 108.94          |
| 9    | Ilia Klimkin         | Russie     | 165.35 | 8               | 59.55           | 9               | 105.80          |
| 10   | Sergei Dobrin        | Russie     | 159.43 | 10              | 56.09           | 10              | 103.34          |
| 11   | Kristoffer Berntsson | Suède      | 156.17 | 11              | 55.37           | 11              | 100.80          |
| 12   | Gao Song             | Chine      | 140.31 | 12              | 52.53           | 12              | 87.78           |

### Dames
| Rang    | Nom                     | Pays        | Points | Programme court | Programme court | Programme libre | Programme libre |
| ------- | ----------------------- | ----------- | ------ | --------------- | --------------- | --------------- | --------------- |
| 1       | Irina Sloutskaïa        | Russie      | 198.06 | 1               | 67.58           | 1               | 130.48          |
| 2       | Miki Ando               | Japon       | 172.30 | 2               | 60.76           | 2               | 111.54          |
| 3       | Yoshie Onda             | Japon       | 142.40 | 3               | 47.56           | 3               | 94.84           |
| 4       | Susanna Pöykiö          | Finlande    | 131.30 | 5               | 45.94           | 4               | 85.36           |
| 5       | Emily Hughes            | États-Unis  | 125.76 | 4               | 46.56           | 7               | 79.20           |
| 6       | Júlia Sebestyén         | Hongrie     | 124.38 | 7               | 43.38           | 5               | 81.00           |
| 7       | Anastasia Gimazetdinova | Ouzbékistan | 121.96 | 8               | 41.70           | 6               | 80.26           |
| 8       | Amber Corwin            | États-Unis  | 115.00 | 9               | 40.30           | 8               | 74.70           |
| 9       | Hou Na                  | Chine       | 107.62 | 6               | 44.48           | 10              | 63.14           |
| 10      | Tatiana Basova          | Russie      | 102.76 | 10              | 29.96           | 9               | 72.80           |
| Forfait | Galina Efremenko        | Ukraine     |        |                 |                 |                 |                 |

### Couples
| Rang | Nom                                 | Pays       | Points | Programme court | Programme court | Programme libre | Programme libre |
| ---- | ----------------------------------- | ---------- | ------ | --------------- | --------------- | --------------- | --------------- |
| 1    | Tatiana Totmianina / Maksim Marinin | Russie     | 197.92 | 1               | 64.62           | 1               | 133.30          |
| 2    | Julia Obertas / Sergei Slavnov      | Russie     | 175.60 | 2               | 57.62           | 2               | 117.98          |
| 3    | Dorota Zagórska / Mariusz Siudek    | Pologne    | 161.74 | 3               | 57.24           | 3               | 104.50          |
| 4    | Maria Mukhortova / Maksim Trankov   | Russie     | 146.42 | 4               | 49.24           | 4               | 97.18           |
| 5    | Elizabeth Putnam / Sean Wirtz       | Canada     | 138.66 | 7               | 45.76           | 5               | 92.90           |
| 6    | Angelika Pylkina / Niklas Hogner    | Suède      | 134.80 | 6               | 45.78           | 6               | 89.02           |
| 7    | Brittany Vise / Nicholas Kole       | États-Unis | 134.24 | 5               | 46.78           | 7               | 87.46           |
| 8    | Brooke Castile / Benjamin Okolski   | États-Unis | 132.86 | 8               | 45.54           | 8               | 87.32           |
| 9    | Eva-Maria Fitze / Rico Rex          | Allemagne  | 127.54 | 9               | 43.14           | 9               | 84.40           |

### Danse sur glace
| Rang | Nom                                      | Pays       | Points | Danse imposée | Danse imposée | Danse originale | Danse originale | Danse libre | Danse libre |
| ---- | ---------------------------------------- | ---------- | ------ | ------------- | ------------- | --------------- | --------------- | ----------- | ----------- |
| 1    | Tatiana Navka / Roman Kostomarov         | Russie     | 200.91 | 1             | 38.72         | 1               | 59.38           | 1           | 102.81      |
| 2    | Galit Chait / Sergei Sakhnovski          | Israël     | 184.65 | 2             | 35.03         | 2               | 55.57           | 2           | 94.05       |
| 3    | Oksana Domnina / Maksim Chabaline        | Russie     | 176.69 | 3             | 32.35         | 3               | 54.15           | 3           | 90.19       |
| 4    | Melissa Gregory / Denis Petukhov         | États-Unis | 159.83 | 4             | 29.62         | 5               | 46.78           | 4           | 83.43       |
| 5    | Nathalie Péchalat / Fabian Bourzat       | France     | 155.59 | 5             | 28.00         | 4               | 47.63           | 5           | 79.96       |
| 6    | Olga Orlova / Vitali Novikov             | Russie     | 148.78 | 8             | 25.05         | 6               | 46.54           | 6           | 77.19       |
| 7    | Loren Galler-Rabinowitz / David Mitchell | États-Unis | 143.32 | 6             | 26.55         | 7               | 43.11           | 7           | 73.66       |
| 8    | Alexandra Kauc / Michał Zych             | Pologne    | 135.45 | 7             | 25.15         | 10              | 39.36           | 8           | 70.94       |
| 9    | Alessia Aureli / Andrea Vaturi           | Italie     | 132.58 | 9             | 24.66         | 9               | 40.30           | 9           | 67.62       |
| 10   | Siobhan Karam / Joshua McGrath           | Canada     | 130.72 | 10            | 23.85         | 8               | 40.77           | 10          | 66.10       |
| 11   | Nakako Tsuzuki / Kenji Miyamoto          | Japon      | 123.01 | 11            | 22.65         | 11              | 37.30           | 11          | 63.06       |

## Sources
- Résultats de Coupe de la Russie 2005 sur le site de l'ISU
- Patinage Magazine N°100 (Hiver 2005/2006)